# Leucaena leucocephala
Espèce
Classification phylogénétique

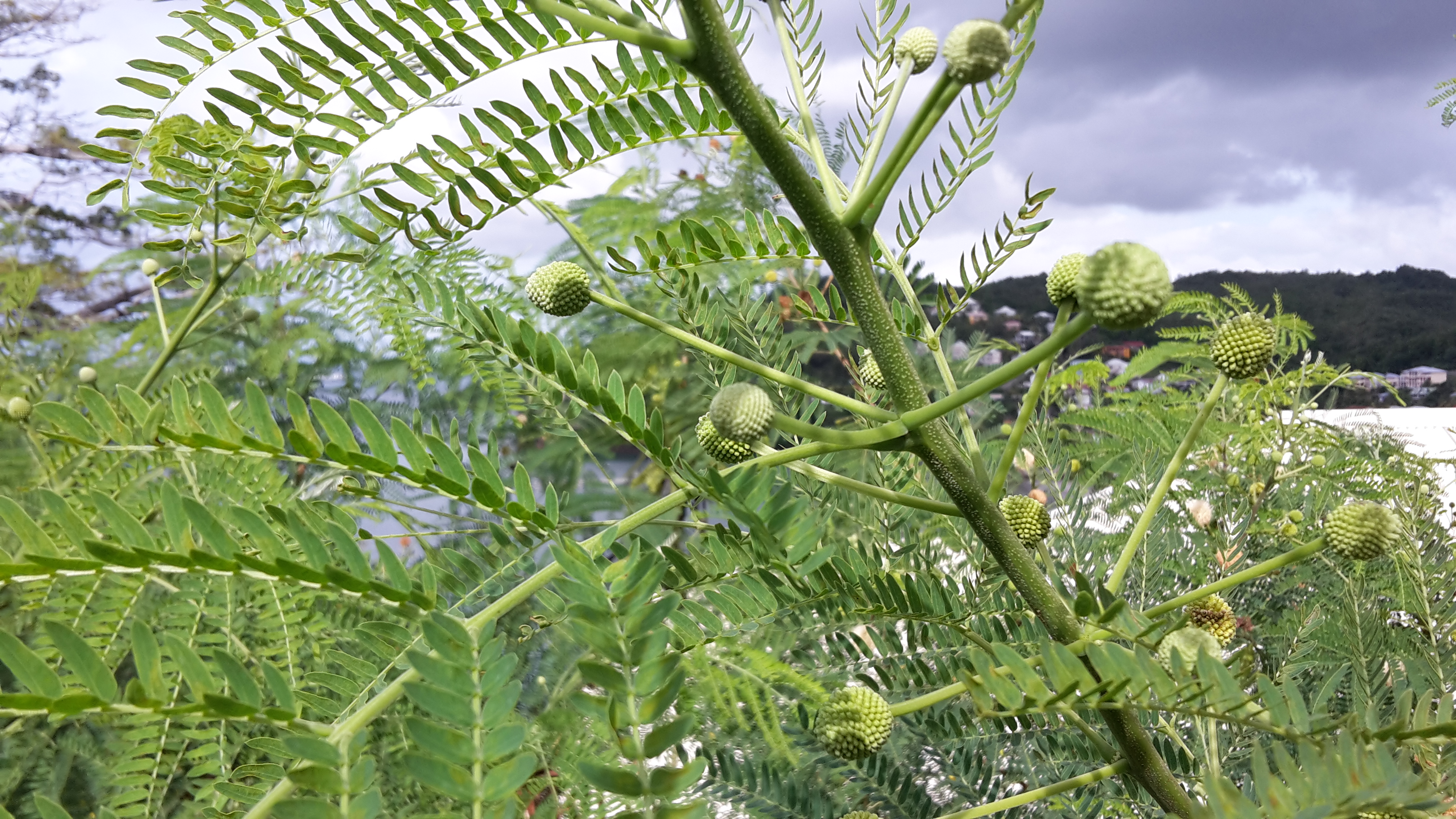
Boutons floraux.

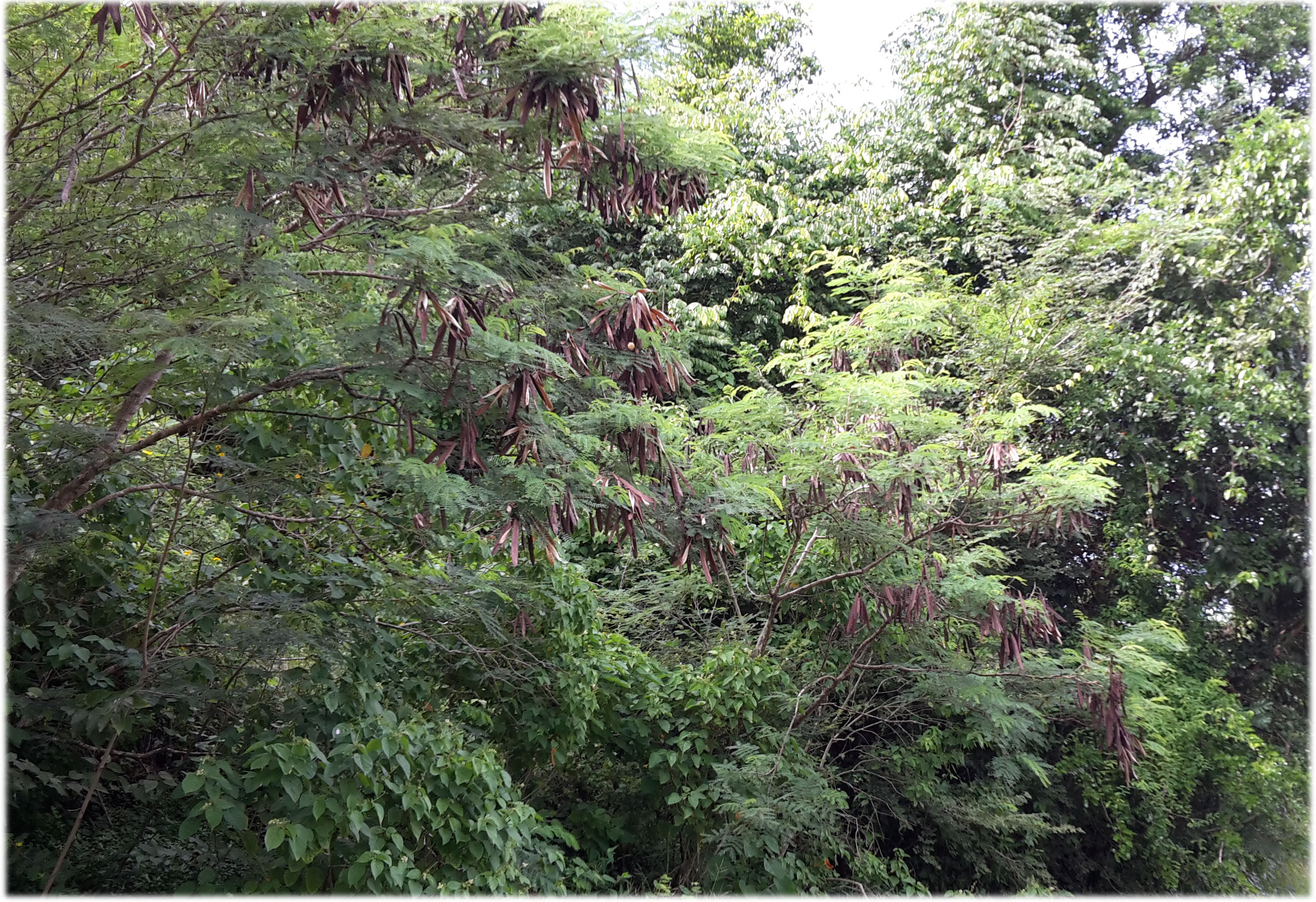
Arbres avec gousses.

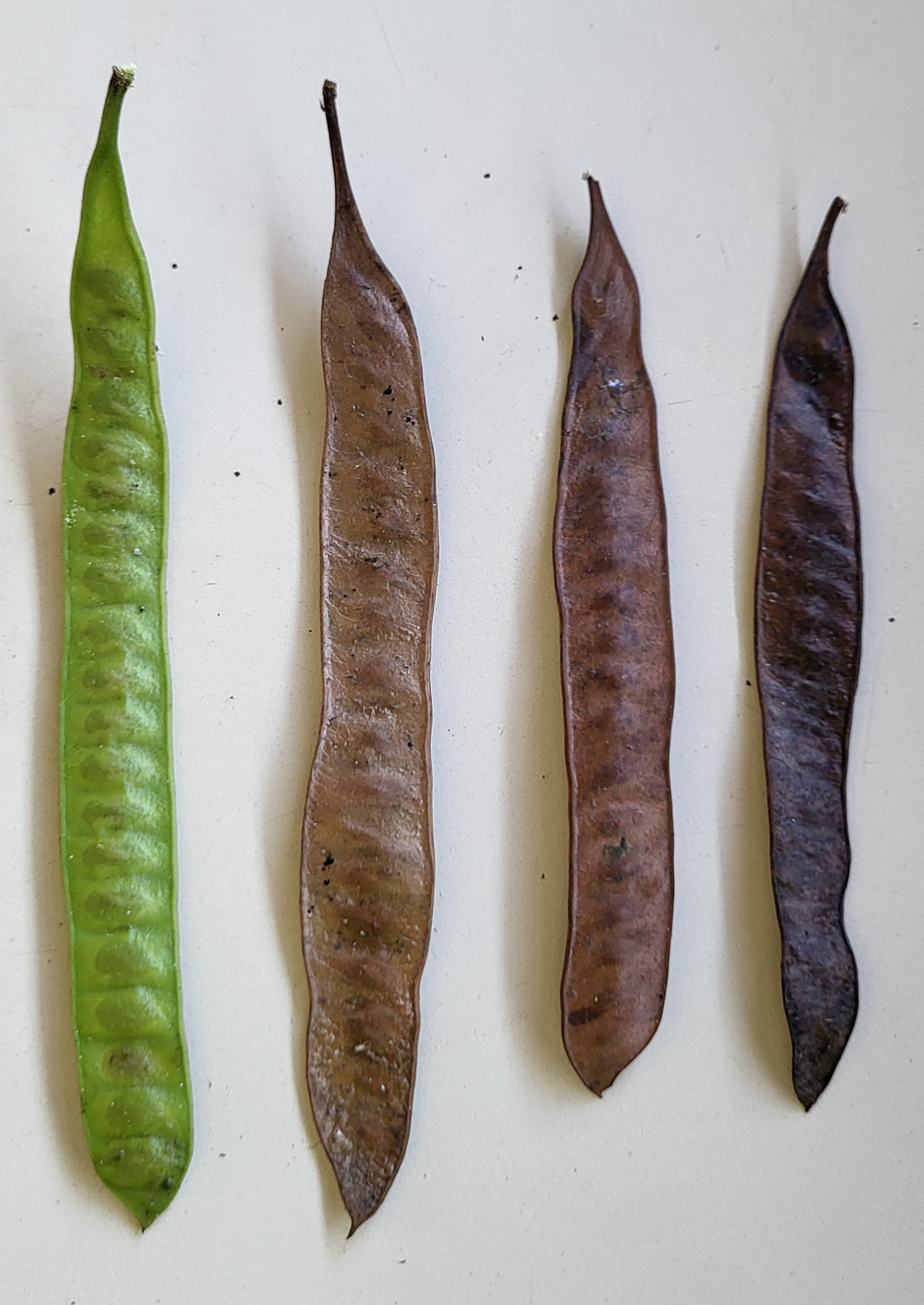
Gousses à différents stades de maturité.

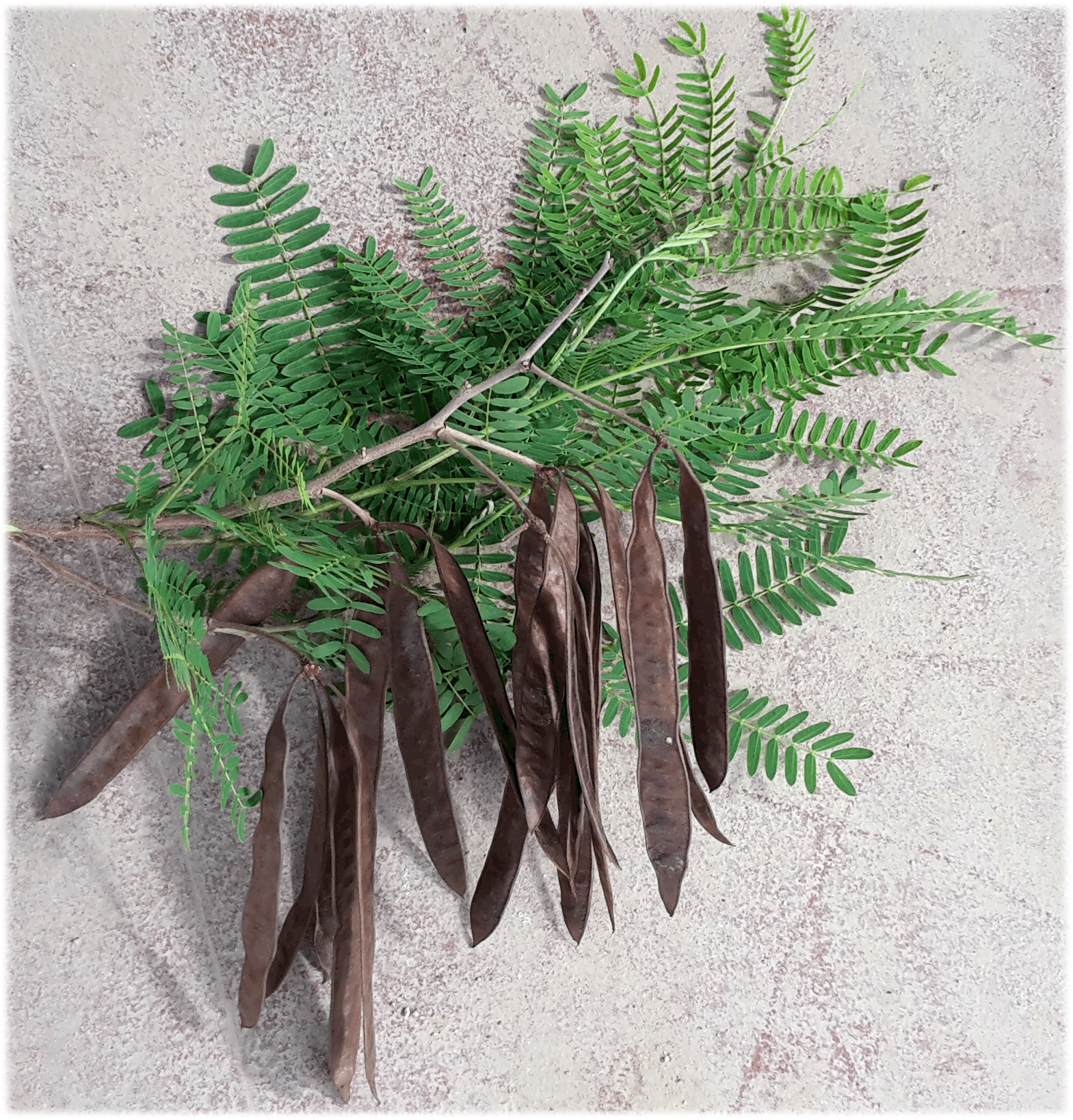
Gousses.

Leucaena leucocephala (le faux mimosa) est une espèce de plantes à fleurs dicotylédones de la famille des Fabaceae, sous-famille des Mimosoideae. C'est un arbre originaire du Mexique et d'Amérique centrale.

## Dénominations

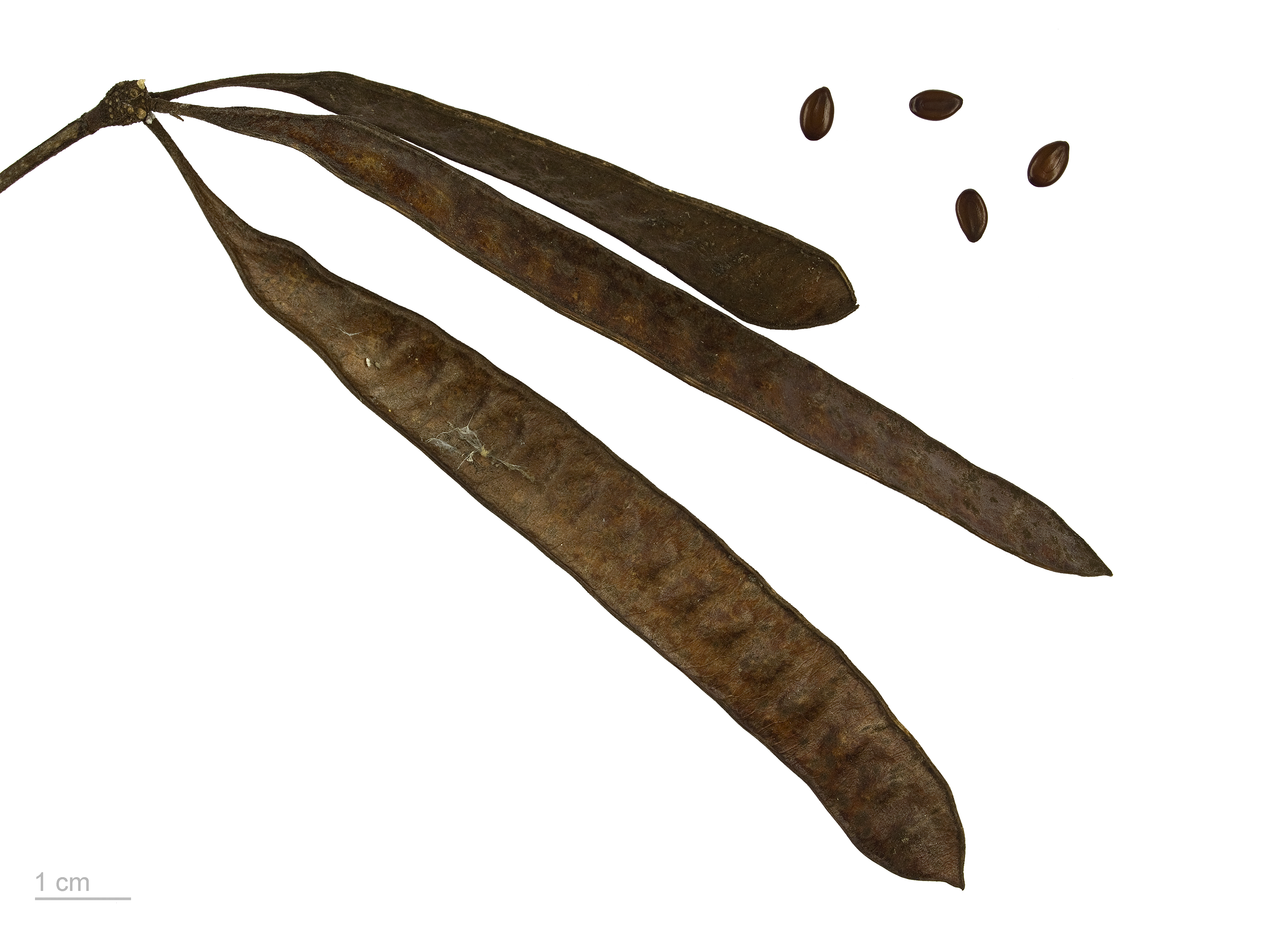
Leucaena leucocephala au Muséum de Toulouse.

### Étymologie
Le nom générique , « Leucaena », vient du grec leukos qui signifie blanc, tandis que l'épithète spécifique, « leucocephala » a la même origine grecque, formée des racines leukos et kephalê, qui désigne la tête, faisant référence aux gros glomérules blancs qui en couvrent le sommet.

### Noms vernaculaires
Faux acacia, Faux mimosa, Graines de lin, Cassie blanc, Leucaene à têtes blanches, Monval, Bois Bourro, tamarin sauvage, anciennement «hoaxin» au Mexique puis «guaje» en espagnol . 

### Synonymes
Selon Catalogue of Life (13 septembre 2016) :
- Acacia frondosa Willd.
- Acacia leucocephala (Lamark) Link 1822
- Leucaena glabrata Rose 1897
- Leucaena glauca (L.) Benth. 1842
- Mimosa glauca sensu L.1763
- Mimosa leucocephala Lamark 1783

## Description
C'est un petit arbre tropical à croissance rapide.

### Dimensions
Son port arbustif peut aller jusqu'à 10 m de haut, son écorce est gris brun légèrement verruqueuse,.

### Feuilles
Ses longues feuilles alternes et bipennées mesurent 15 à 25 cm. Elles sont composées de 3 à 7 paires de pennes opposées paripennées de 4 à 8 cm de long ayant 10 à 20 paires de foliolules linéaires-oblongues à sommet aigu et à base dissymétrique.

### Fleurs
Il fleurit de la fin du printemps à l'automne (juin à septembre) et donne des glomérules axillaires blanc crème ou blanc verdâtre de 2 à 3 cm de diamètre, portés par un pédoncule de 2 à 5 cm de long. Ces inflorescences ont une forme de pompon.

### Fruits
Ses fruits sont de longues gousses plates de 8 à 20 cm de long pour 2 cm de large et pendantes. Elles sont vert translucide virant au brun à maturité. Elles contiennent 8 à 18 graines elliptiques de 8 mm de long et 4 mm de large, de couleur marron orange.

## Culture
Cette espèce supporte tout type de sol, apprécie le soleil et est parfaitement adapté à la sécheresse.
Leucaena leucocephala est une plante tropicale et subtropicale. Elle peut tolérer des températures assez basses, mais ne supporte pas le gel prolongé[source insuffisante].
En général, la température minimale supportée par Leucaena leucocephala est d'environ 0°C. Des températures en dessous de ce seuil peuvent endommager les feuilles et les parties aériennes de la plante, mais elle peut parfois repousser à partir de ses racines si les dégâts ne sont pas trop sévères[source insuffisante].

## Utilisation
La plante est utilisée pour diverses applications : légume, bois de chauffage, fibres, fourrage pour le bétail. 
Cette plante mellifère est utilisée à des fins diverses : jeunes pousses utilisées crues ou cuites comme légume, bois de chauffage ou de clôture, alimentation du bétail (la mimosine n'étant pas toxique pour les animaux ruminants) et surtout production de biomasse car son rendement de feuillage correspond à une masse sèche de 2 000 à 20 000 kg / ha / an, et 30-40 m³ / ha / an de bois, avec jusqu'à deux fois ces chiffres sous de bons climats.
Il est également particulièrement efficace dans la fixation de l'azote, avec plus de 500 kg / ha / an. Il est ainsi utile comme engrais vert mais aussi pour ombrager les plantations et lutter contre l'érosion.
Les graines séchées servent à faire des colliers aux Antilles et diverses parties ont des utilisations médicinales en Amérique latine.
Au cours des années 1970 et 1980, il a été considéré comme un « arbre miracle » pour ses multiples utilisations.
L'un des inconvénients de cette espèce est sa sensibilité aux infestations d'insectes. Dans les années 1980, on a constaté de grosses pertes en Asie du Sud-Est en raison d'attaque par des ravageurs de la famille des psyllides.

## Caractère invasif
Citée parmi les cent pires espèces envahissantes du monde, cette espèce s'est naturalisée dans toutes les régions tropicales. 
Cette espèce est désignée comme une « plante envahissante ». Son potentiel de dissémination est tel que, dans certains endroits, il peut former des peuplements monospécifiques sur des superficies importantes,,. Introduite comme plante fourragère au XIXe siècle en Nouvelle-Calédonie, de nos jours elle met en péril la subsistance des forêts sèches. Elle prolifère en particulier sur la côte ouest, dans les prairies abandonnées et dans les zones en forte pente.
Entre autres nuisances, cette espèce est allélopathique.